# マーゲイト (フロリダ州)
マーゲイト（Margate）は、アメリカ合衆国フロリダ州のブロワード郡にある都市。人口は5万8712人（2020年）。マイアミ都市圏に含まれる。

## 概要
1955年、町として法人化し1961年に市に昇格した。住民の多くは近隣のフォートローダーデールに通勤している。2020年アメリカ合衆国国勢調査によれば、市の人口の約33パーセントはアフリカ系アメリカ人だった。

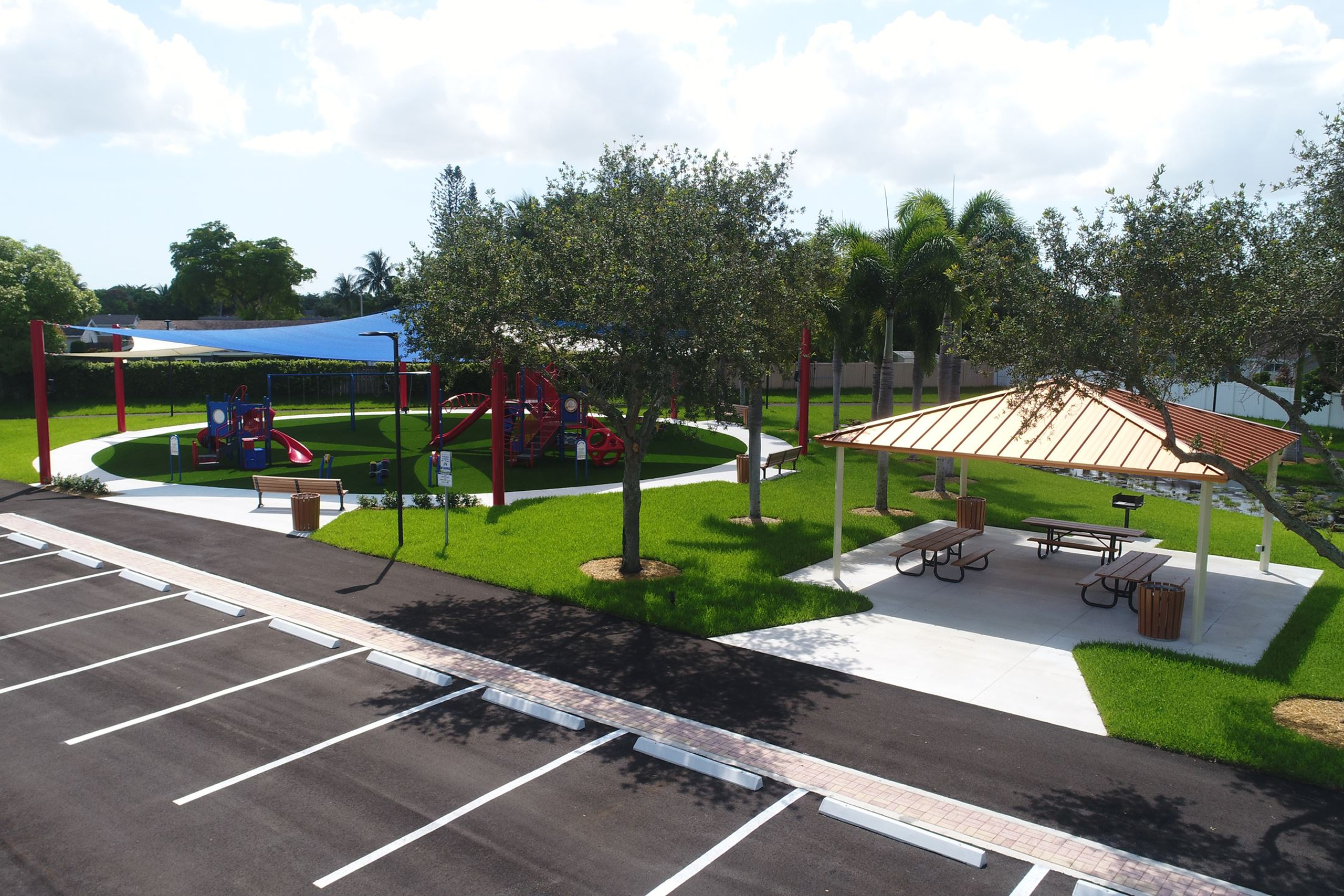
セリーノ公園

## 関係者
- デビッド・アダムス：野球選手
- ジョシュ・スミス：野球選手
- ジョナサン・フリーニー：アメリカンフットボール選手